# Giuseppe Merosi

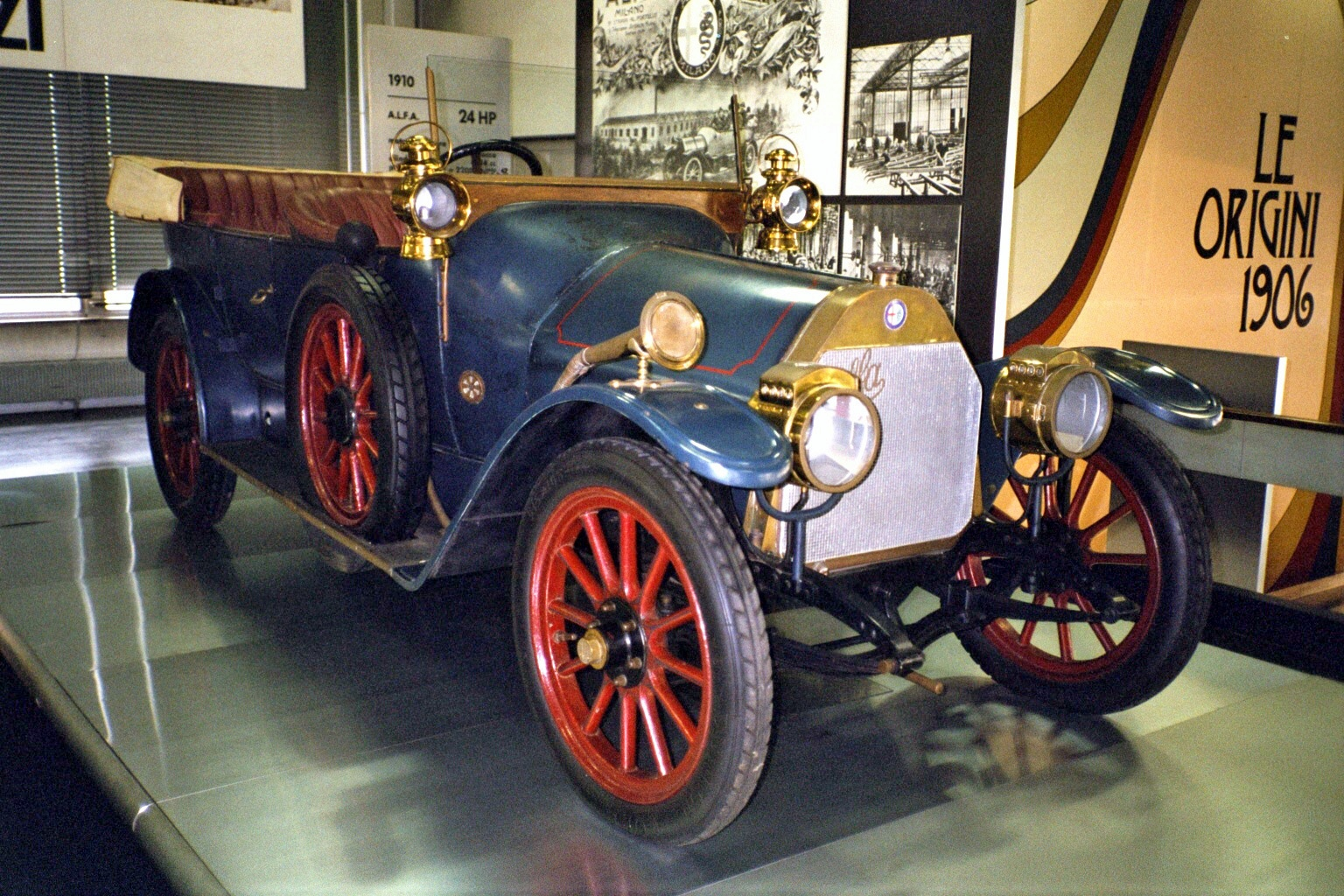
Merosiho konstrukce Alfa 24 HP

Giuseppe Merosi (8. prosince 1872 Piacenza – 27. března 1956 Lecco) byl italský geometr a automobilový konstruktér.

## Život
Giuseppe Merosi se narodil roku 1872, jeho úspěšná kariéra začala v roce 1910, kdy přijal úkol uvést na trh automobily Alfa Romeo. Tento krok započal jeho kariéru, během které z jeho projektů vznikla řada úspěšných vozidel určených jak na silnici tak i na závodní dráhu.
Jako projektant realizoval model 23 P1, což byl dvoumístný vůz určený pro debut v závodě na Velké ceně v Monze. Při zkušebních jízdách došlo ke smrtelné nehodě zkušebního jezdce Sivocciho, což zastavilo uvedení nového vozu.
Následující vozy (RL a RM) určené pro soukromou klientelu již měly výrazně úspěch.
V roce 1924 Merosi Alfu Romeo opustil. Jeho nástupcem ve funkci šéfkonstruktéra se stal
Vittorio Jano. Merosi pak pracoval pro automobilku Isotta Fraschini.

## Vyprojektované modely
- 1910 24 HP
- 1913 40/60 HP
- 1914 G.P.
- 1915 15/20 HP
- 1920 20/30 HP
- 1923 G.P. (P1)